# Patrycja Marciniak
Patrycja Marciniak (ur. 18 czerwca 1987) – polska lekkoatletka specjalizująca się w wielobojach.

## Kariera
Brązowa medalistka mistrzostw Polski w siedmioboju (Bydgoszcz 2009) rozegranym w Pile.